# جيمس أرمسترونغ (سياسي أمريكي)
جيمس أرمسترونغ (بالإنجليزية: James Armstrong)‏ هو سياسي أمريكي، ولد في 1728، وتوفي في 1800. انتخب عضو مجلس نواب جورجيا.